# Neopomacentrus
Neopomacentrus – rodzaj morskich ryb okoniokształtnych z rodziny garbikowatych. Niektóre gatunki hodowane w akwariach morskich.

## Klasyfikacja
Gatunki zaliczane do tego rodzaju:

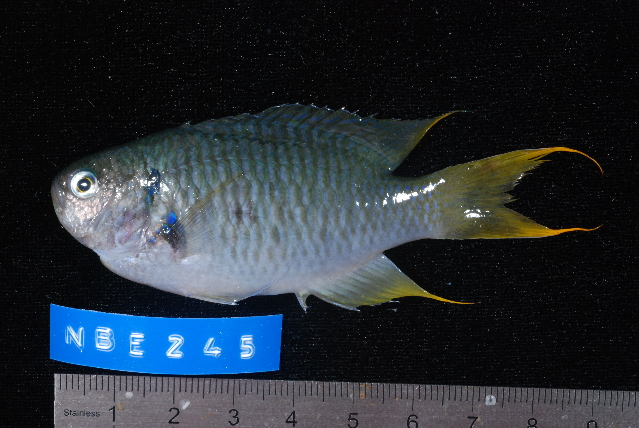
Neopomacentrus anabatoides
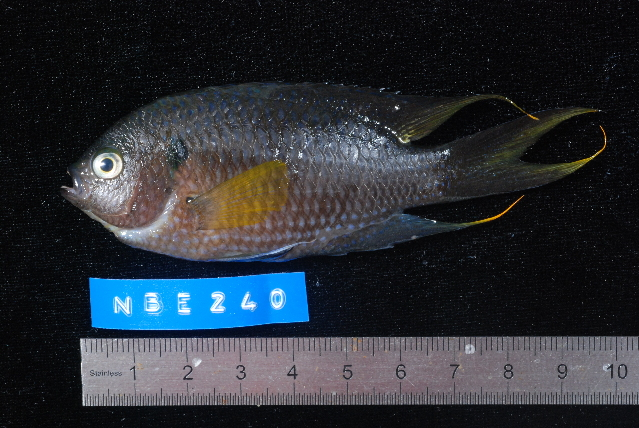
Neopomacentrus aquadulcis
- Neopomacentrus azysron
- Neopomacentrus bankieri
- Neopomacentrus cyanomos
- Neopomacentrus filamentosus
- Neopomacentrus fuliginosus
- Neopomacentrus metallicus
- Neopomacentrus miryae
- Neopomacentrus nemurus
- Neopomacentrus sindensis
- Neopomacentrus taeniurus
- Neopomacentrus violascens
- Neopomacentrus xanthurus

- Neopomacentrus azysron
- Neopomacentrus cyanomos